# Those Who Judge
Those Who Judge er en amerikansk stumfilm fra 1924 instrueret af Burton L. King.

## Medvirkende
- Patsy Ruth Miller som Angelique Dean
- Lou Tellegen som John Dawson
- Mary Thurman som Katty Drexel
- Flora le Breton som Shirley Norton
- Edmund Breese som Henry Dawson
- Walter Miller som Bob Dawson
- Coit Albertson som Chapman Griswold
- Cornelius Keefe som Tom Eustace
- John Henry som Major Twilling